# Polifosfat
Polifosfații sunt săruri sau esteri derivați de la oxianioni polimerici formați din unități tetraedrice de PO4 (fosfat). Aceste unități structurale sunt legate între ele prin intermediul unui atom de oxigen. Structura poate fi liniară sau ciclică. În biologie, esterii polifosfat, precum adenozin difosfat (ADP) și adenozin trifosfat (ATP) sunt molecule cu rol de stocare a energiei. De asemenea, polifosfații sunt utilizați pentru sechestrarea mineralelor din apele comunale, unde se regăsesc în concentrații de 1 până la 5 ppm. Alte nucleotide, precum GTP, CTP și UTP, sunt importante în sinteza proteică, sinteza lipidelor și în metabolismul glucidic. Sunt utilizați și ca aditivi alimentari ca sechestranți, emulgatorilor și substanțe tampon, având numărul E452.

## Structură

Acid trifosforic
Acid polifosforic
Trimetafosfat ciclic
Adenozin difosfat (ADP)